# Skagit-hegység
A Skagit-hegység a Cascade-hegység része Brit Columbia délnyugati részén Kanadában és Washington állam északnyugati részén, az Amerikai Egyesült Államokban.
Kanadában Kanadai-kaszkádoknak is hívják.
A Skagit-hegység a Skagit folyótól nyugatra, és a Chilliwack folyótól északkeletre fekszik.
A Kanadai-kaszkádok három részből áll: A Skagit, a Hozameen, és az Okanagan. Ezek között a Skagit-hegység a leginkább hegyes. Északi fele a Fraser folyóig terjed, és több helyi neve van forgalomban.
Az alhegyláncok között említhető a Cheam Range, melyet Four Brothers néven is ismernek, valamint a Picket-hegység (Picket Range).

## Hegycsúcsok
Hope Mountain, Mount Barr, Cheam Peak, Slesse Mountain, és a American-Canadian Border Peaks.

## Fordítás
- Ez a szócikk részben vagy egészben  a   Skagit Range című angol Wikipédia-szócikk ezen változatának fordításán alapul.  Az eredeti cikk szerkesztőit annak laptörténete sorolja fel. Ez a jelzés csupán a megfogalmazás eredetét és a szerzői jogokat jelzi, nem szolgál a cikkben szereplő információk forrásmegjelöléseként.